# Campeonato Carioca de Futebol de 1978 - Segunda Divisão
O Campeonato Carioca da Segunda Divisão de 1978, chamado à época Divisão de Acesso de 1980, foi uma edição da segunda divisão do campeonato estadual de futebol profissional do Rio de Janeiro. A competição foi organizada pela Federação de Futebol do Estado do Rio de Janeiro (FERJ). Foi disputado entre outubro e dezembro de 1978. 

## Participantes e fórmula de disputa
Dez equipes compunham originalmente o campeonato. Divididas em dois grupos, os times jogariam entre si em partidas de ida e volta, as duas melhores equipes se classificariam para a semifinal e consequentemente as vencedoras disputariam a grande final.
Os grupos eram formados pelas seguintes equipes:
Grupo "A"
- Esporte Clube Barreira (Saquarema)
- Esporte Clube Costeira (Niterói)
- Friburgo Football Club (Nova Friburgo)
- Associação Desportiva Itaboraí (Itaboraí)
- Rio das Ostras Futebol Clube (Rio das Ostras)

Grupo "B"
- Clube de Regatas do Flamengo (Volta Redonda)
- Mesquita Futebol Clube (Nova Iguaçu)
- Nacional Foot-Ball Club (Duque de Caxias)
- Nalin Futebol Clube (São Gonçalo)
- Novo Rio Futebol Clube (São João de Meriti)

## Classificação dos grupos
Grupo A
| Classificação | Classificação  | Classificação        | Classificação        | Classificação        | Classificação        | Classificação        | Classificação        | Classificação        | Classificação        |
| Pos           | Time           | PG                   | J                    | V                    | E                    | D                    | GP                   | GS                   | SG                   |
| ------------- | -------------- | -------------------- | -------------------- | -------------------- | -------------------- | -------------------- | -------------------- | -------------------- | -------------------- |
| 1             | Friburgo       | 10                   | 6                    | 4                    | 2                    | 0                    | 15                   | 6                    | +9                   |
| 2             | Costeira       | 8                    | 6                    | 3                    | 2                    | 1                    | 13                   | 7                    | +6                   |
| 3             | Itaboraí       | 4                    | 5                    | 1                    | 2                    | 2                    | 4                    | 6                    | -2                   |
| 4             | Rio das Ostras | 0                    | 5                    | 0                    | 0                    | 5                    | 6                    | 19                   | -13                  |
|               | Barreira       | Desistiu de competir | Desistiu de competir | Desistiu de competir | Desistiu de competir | Desistiu de competir | Desistiu de competir | Desistiu de competir | Desistiu de competir |

Grupo B
| Classificação | Classificação            | Classificação        | Classificação        | Classificação        | Classificação        | Classificação        | Classificação        | Classificação        | Classificação        |
| Pos           | Time                     | PG                   | J                    | V                    | E                    | D                    | GP                   | GS                   | SG                   |
| ------------- | ------------------------ | -------------------- | -------------------- | -------------------- | -------------------- | -------------------- | -------------------- | -------------------- | -------------------- |
| 1             | Mesquita                 | 8                    | 4                    | 2                    | 2                    | 0                    | 6                    | 1                    | +8                   |
| 2             | Novo Rio                 | 2                    | 4                    | 0                    | 2                    | 0                    | 2                    | 5                    | -3                   |
| 3             | Nacional                 | 2                    | 4                    | 0                    | 2                    | 0                    | 1                    | 3                    | -2                   |
|               | Flamengo (Volta Redonda) | Desistiu de competir | Desistiu de competir | Desistiu de competir | Desistiu de competir | Desistiu de competir | Desistiu de competir | Desistiu de competir | Desistiu de competir |
|               | Nalin                    | Suspensa pela FERJ   | Suspensa pela FERJ   | Suspensa pela FERJ   | Suspensa pela FERJ   | Suspensa pela FERJ   | Suspensa pela FERJ   | Suspensa pela FERJ   | Suspensa pela FERJ   |

Nalin, Barreira e Flamengo se retiraram do campeonato, já em andamento, e seus jogos foram anulados.

### Semi Finais
| Time 1   | Resultado | Time 2   | Jogo 1 | Jogo 2 |
| -------- | --------- | -------- | ------ | ------ |
| Friburgo | 4-1       | Novo Rio | 1-1    | 3-0    |
| Costeira | 2-1       | Mesquita | 2-1    | 0-0    |

### Final
| 17 de Dezembro | Friburgo | 1 – 0 | Costeira | Estádio Moça Bonita |
|                |          |       |          |                     |

Ambas equipes finalistas foram promovidas para o Campeonato Carioca de Futebol de 1979, mas não cumpriram as exigências da FERJ de terem um estádio em condições de abrigar jogos da elite.

### Premiação
| Campeonato Carioca de Futebol de 1978 - Segunda Divisão |
| Rio de Janeiro                                          |
| ------------------------------------------------------- |
| Friburgo Campeão (1º título)                            |